# باري قاي
باري قاي (بالإنجليزية: Barry John Guy)‏ هو عازف جاز وملحن بريطاني، ولد في 22 أبريل 1947 في لندن في المملكة المتحدة.

## وصلات خارجية
- الموقع الرسمي
- باري قاي على موقع IMDb (الإنجليزية)
- باري قاي على موقع ميوزك برينز (الإنجليزية)
- باري قاي على موقع إن إن دي بي (الإنجليزية)
- باري قاي على موقع أول ميوزيك (الإنجليزية)
- باري قاي على موقع ديسكوغز (الإنجليزية)